# Acabaria amboinensis
Acabaria amboinensis är en korallart som beskrevs av Jörn Hentschel 1903. Acabaria amboinensis ingår i släktet Acabaria och familjen Melithaeidae. Inga underarter finns listade i Catalogue of Life.